# イーストヨーク
イーストヨーク（英語：East York）は、カナダのオンタリオ州南部に位置するトロントの一地区。
1998年にイーストヨークを含む周辺都市を合併して新制トロントが誕生したことで、イーストヨークは解体された。

## 歴史
第二次世界大戦後の1940年代後半、イーストヨークには戦地から帰還した兵士とその家族らが多く住む地域となり、政府によってトップハム公園（Topham Park）周辺を中心に高級住宅が多く建設された。
1967年1月1日、イーストヨークはドン川（Don River）を挟んで対岸にある北西部のリーサイド（Leaside）を合併してメトロポリタン・トロント行政区の市制（Borough）が施行された。
リーサイドは工業団地と住宅街として開発され、イーストヨークは1940年代から住む高齢者層が多くなり、若い世代は郊外により大きな家を求めて転出していった。
近年、高級化へのシフトが進み、1階建ての平屋が多かった住宅に2階が加えられ、多くの店が店舗を拡充させた。